# Blackburneus cobi
Blackburneus cobi är en skalbaggsart som beskrevs av S. Endrödi 1979. Blackburneus cobi ingår i släktet Blackburneus och familjen Aphodiidae. Inga underarter finns listade.